# Mussaenda forbesii
Mussaenda forbesii là một loài thực vật có hoa trong họ Thiến thảo. Loài này được Wernham ex S.Moore mô tả khoa học đầu tiên năm 1923.